# ジュラシック・コースト
ジュラシック・コースト（Jurassic Coast）とは、イングランド南部のイギリス海峡に面した海岸。2001年にユネスコの世界遺産（自然遺産）に登録された。その名の通り、ここには中生代のジュラ紀に形成された地層も存在していて、アンモナイトの化石が見られることでも知られている。

## 概説
ジュラシック・コーストは、デヴォン州東部のエクスマス（Exmouth）近郊のOrcombe Pointから、ドーセット州東部のスワネイジ（Swanage）近郊のオールド・ハリー・ロックス（Old Harry Rocks）まで、およそ153キロメートルにわたってのびている

。
ジュラシック・コーストは、2001年に「ドーセットと東デヴォンの海岸」（Dorset and East Devon Coast）と言う登録名で、ユネスコの世界遺産に登録された。これは、イギリス本土ではジャイアンツ・コーズウェーに次いで2例目の登録である。なお、2004年現在、登録対象全域にわたってサウス・ウェスト・コースト・パス（South West Coast Path）の上を歩いて行って良いことになっている

。
なお、ジュラシック・コーストで最も標高の高い地点は、ゴールデン・キャップ（Golden Cap）の海抜191メートルの地点である。

## 地学的な解説
ジュラシック・コーストには、古い場所で2億5000万年前に形成された地層が露出している。ここには、中生代にあたる三畳紀、ジュラ紀、白亜紀にできた地層が存在し、この地層が断崖を形成している。（これらの地層は、だいたい1億8500万年分の地球の歴史を記録している。）なお、ジュラシック・コーストにある断崖は、西に行くほど古い時代に形成された岩石でできており、東に行くにつれて徐々に新しい岩石でできている。（すなわち、ジュラシック・コーストで最も東に位置する、オールド・ハリー・ロックス付近の岩石が一番新しい。）これらの地層ができた時代は、恐竜が生きていた時代に当り、海岸の岩場にもアンモナイトの化石がびっしりとある。この一帯には幾つも特徴的な目立つ地形が存在している。例えば、ダードル・ドア（Durdle Door）の天然橋、ラルウォース・コウヴ（Lulworth Cove）の入り江や褶曲によってできた地形、ポートランド島などが挙げられる。
また、チェシル・ビーチ（Chesil Beach）は、トンボロと暴風海岸（storm beach）の典型例として知られる。その多様な地質学的に特筆に価する場所が見られることから、この場所は国際的な地質調査の対象となっている。

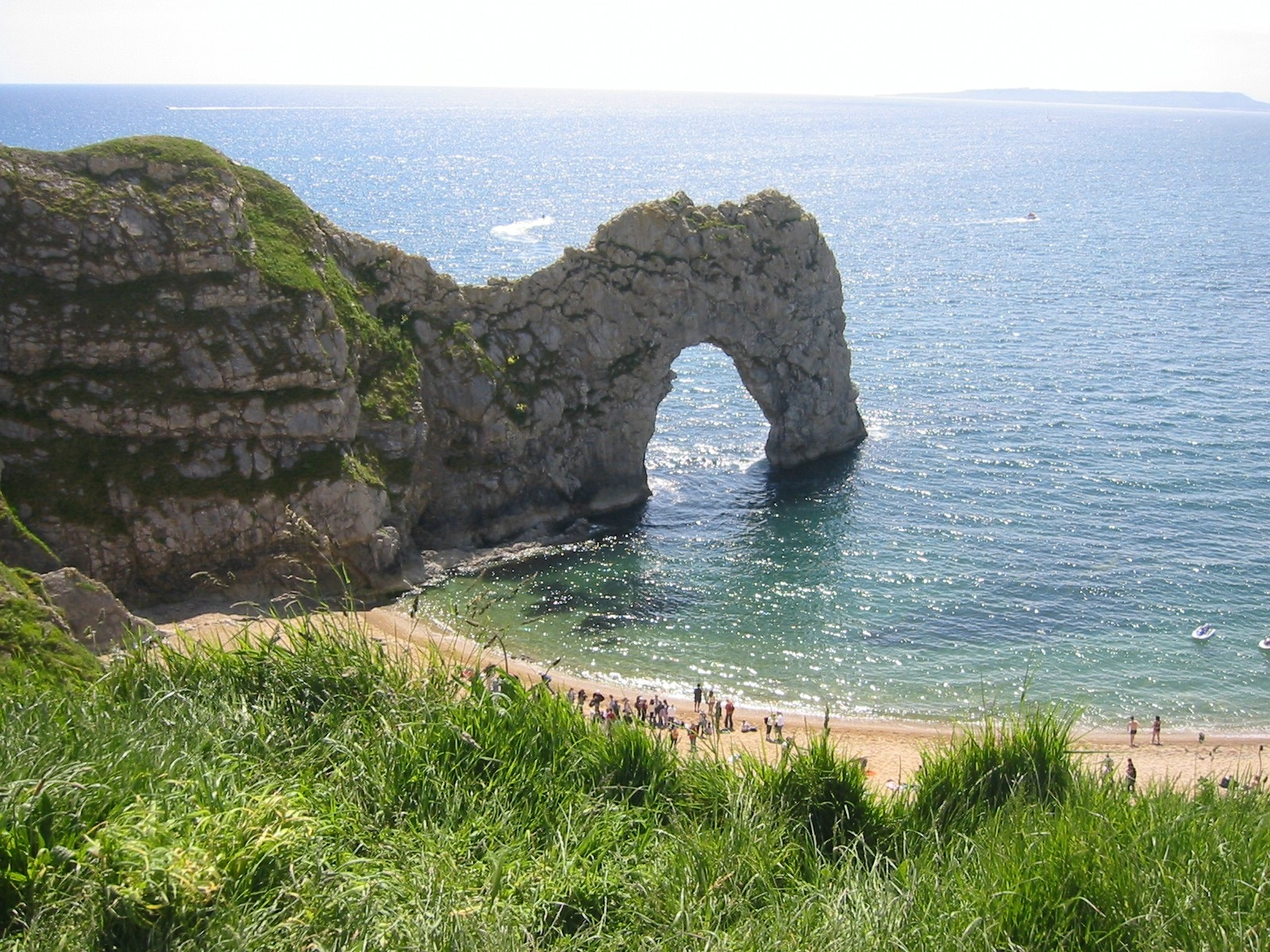
ダードル・ドアの天然橋

さらに、この地は古生物学者メアリー・アニングの活動拠点だった場所でもある。彼女は、ライム・リージス（Lyme Regis）周辺の海岸線に存在する化石を調査し、その結果イクチオサウルスと言う、海に住んでいたと見られる爬虫類の完全な骨格を初めて発見した。イクチオサウルスは、サウルスと付くものの、これは恐竜ではない。しかし、2メートルの体長を持つイクチオサウルスの骨格が出てきたことは、この生物が間違い無く存在していた証拠であり、このような大型の爬虫類がかつての地球に存在していたことを、この化石は人類に教えてくれた。このイクチオサウルスは、三畳紀からジュラ紀に繁栄した海洋性の爬虫類の仲間である。爬虫類が海に入り、魚類に似た体型に進化した生物だと考えられている。また、プレシオサウルスという海に住んでいたと見られる爬虫類の化石も、メアリー・アニングによって発見されている。これらの化石は、恐竜と同時代に巨大な爬虫類も存在していたことを知る手がかりになった。

## 歴史
第二次世界大戦中に、ジュラシックコーストのいくつかの区画は、当時のイギリス陸軍省の管轄に置かれた。また、イギリス海軍の最大級の拠点の1つが、ポートランド・ハーバー（Portland Harbour）にあった。後に、軍用拠点だった土地の中には、民間の管轄に戻された土地もある。しかし、ボヴィントン（Bovington）の軍事拠点は、現在でも主要な軍事拠点の1つとして使われており、この結果、ジュラシック・コーストの一部区域は立ち入りが制限されている。
また、この地域は海難事故の多発地帯としても知られており、過去に何件もの事故が発生してきたため、この地方の歴史書には、難破船に関する記述がしばしば現れる。特にポートランド周辺に顕著だが、この一帯には海上交通の難所があり、数々の船舶が難破してきた。2007年1月にもコンテナ船のMSCナポリが、シドマス（Sidmouth）付近のブランスコーム（Branscombe）で浜に乗り上げ、多くの油と積荷が流出したことによって、環境に大きな被害をもたらした

。
なお、この地域はマスコミによってしばしば取材され、この地域に関する番組が作られてきた。例えば、イギリスのテレビ番組『自然の七不思議』（Seven Natural Wonders）では、イギリス南西部の不思議（驚異）の1つとして取り上げられた。また、『ラジオ・タイムズ』誌が2005年に行った読者投票では、ジュラシック・コーストがイギリスの自然の驚異第5位に選ばれた。

## 玄関口にあたる町

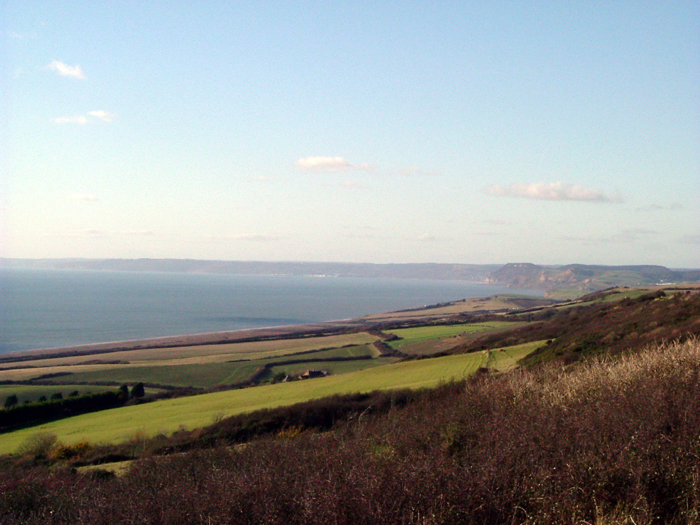
ライム湾

ウェスト湾（West Bay）は、ジュラシック埠頭（the Jurassic Pier）が2004年に完成したことによって、一帯の玄関口としての役割を担えるようになった

。
世界遺産登録地域の中心近くに位置するウェーマスも、玄関口にあたる町としては重要である。この町に存在する複合施設のウェーマス・パビリオン（Weymouth Pavilion）には、世界遺産訪問者のための施設（World Heritage Site visitors' centre）も開設された。なお、この町はイギリス有数の保養地でもあり、夏には、海を楽しむ観光客に混じって、海岸沿いの断崖に群がっている人達もいる。これは、ここでアンモナイトなどの化石が簡単に見つかるためである。

## 登録基準
この世界遺産は世界遺産登録基準のうち、以下の条件を満たし、登録された（以下の基準は世界遺産センター公表の登録基準からの翻訳、引用である）。
- (8) 地球の歴史上の主要な段階を示す顕著な見本であるもの。これには生物の記録、地形の発達における重要な地学的進行過程、重要な地形的特性、自然地理的特性などが含まれる。